# Gobioides broussonnetii
Gobioides broussonnetii é uma espécie de peixe da família Gobiidae e da ordem Perciformes.

## Morfologia
- Os machos podem atingir 55,3 cm de comprimento total e 311 g de peso.[4][5]

## Habitat
É um peixe de clima tropical (23°C-25°C) e demersal.

## Distribuição geográfica
É encontrado no Oceano Atlântico ocidental: Belize, Brasil, nas Ilhas Caiman, Colômbia, Cuba, República Dominicana, Guiana Francesa, Guianas, Haití, Jamaica, México, Porto Rico, Suriname, nas Ilhas Turks e Caicos, Estados Unidos da América e Venezuela.

## Observações
É inofensivo para os humanos.